# Cimitero 117
Il cimitero 117 è un antico cimitero risalente ad un periodo compreso tra il 12.340 e l'11.140 a.C., situato nel Sudan settentrionale lungo il confine con l'Egitto: una delle ipotesi formulate dagli archeologi renderebbe il sito la più antica traccia conosciuta di un episodio bellico.

## Storia
Il sito venne scoperto nel 1964 da un team guidato dall'antropologo e archeologo americano Fred Wendorf, contiene 59 corpi (più numerosi frammenti di altri individui): 24 donne, 19 uomini e 13 bambini (tre corpi non sono stati identificati). Gli scheletri sono stati analizzati con la datazione al radiocarbonio e secondo i risultati appartengono a uomini vissuti intorno all'11740 a.C. I corpi sono distribuiti in tre siti vicini tra loro, due dei quali chiamati Jabel Sahaba e il terzo Tushka. Circa il 40% dei corpi di Jabel Sahaba sono deceduti per morte violenta e mostrano gravi ferite; nei loro corpi vi erano pietre appuntite, in punti che suggeriscono un attacco subito da lance o frecce.
I corpi e altri manufatti rinvenuti nel sito sono stati donati di recente al British Museum.